# Marina Doriová
Princezna Marina Savojská (rozená Marina Ricolfi-Doria; * 12. února 1935, Ženeva) je bývalá švýcarská vodní lyžařka. Třikrát soutěžila na mistrovství světa ve vodním lyžování a v letech 1955 a 1957 vyhrála zlaté medaile. V roce 1991 byla uvedena do Síně slávy Mezinárodní federace vodního lyžování.
Je vdovou po Viktoru Emanuelovi, knížeti neapolském, synu posledního italského krále a královny, Umberta II. a Marie Josefy. Měli jednoho syna, Emanuela Filiberta Savojského, knížete benátského.

## Mládí a předkové
Ricolfi-Doria se narodila v Ženevě 12. února 1935 jako dcera Reného Ricolfi-Doria, švýcarského olympijského atleta.

## Kariéra
V roce 1955 začala v Cypress Gardens na Floridě ve Spojených státech amerických s vodním lyžováním. Třikrát (1953, 1955, 1957) startovala na mistrovství světa ve vodním lyžování. V roce 1955 získala zlatou medaili v tricích a v roce 1957 získala zlato ve slalomu i tricích, a stala se tak celkovou mistryní světa žen. Získala celkový titul na mistrovství Evropy každý rok od roku 1953 do roku 1956 a získala pět nebo více celkových švýcarských národních titulů. V roce 1991 byla Ricolfiová-Doriová zařazena do Síně slávy Mezinárodní federace vodního lyžování jako „nejlepší lyžařka z Evropy první dekády mezinárodních soutěží“. V soutěžení pokračovala až do roku 1960.

## Manželství
Ricolfiová-Doriová se setkala s Viktorem Emanuelem, knížetem neapolským v roce 1960 v Société Nautique de Genève, kde se oba věnovali vodnímu lyžování. Vzali se v katolickém kostele v Teheránu v Íránu na podzim roku 1971; jejich svatba byla oznámena během oslav 2 500 let Perské říše v Persepolis. Měli jednoho syna, Emanuela Filiberta Savojského, knížete benátského.
Jako manželka hlavy rodu Savojských měla nárok na privilegium bílé, tedy možnost nosit bílé šaty na audienci u papeže. Tuto výsadu uplatnila 18. května 2003 během katolické mše k výročí narození papeže Jana Pavla II.

## Vyznamenání
- Svatý stolec: Rytíř velkokříže Řádu Pia IX.[8]